# Hank Thompson
Hank Thomson, właściwie Henry William Thompson (ur. 3 września 1925 w Waco w stanie Teksas, zm. 6 listopada 2007) – amerykański piosenkarz country.
Karierę rozpoczął w latach 60. XX wieku, wykonując – skomponowaną jeszcze w czasie służby w amerykańskiej marynarce wojennej – piosenkę „Whoa Sailor”. Około 70 razy gościł na amerykańskich listach przebojów. W okresie swojej szczytowej popularności prowadził własne programy w radiu i telewizji. Zmarł na raka płuc.